# Musopen
Musopen (Inc.) är en icke-vinstdrivande organisation i Tarzana, Kalifornien, skapad av Aaron Dunn 2005. Organisationens målsättning är att öka tillgången till musik genom att skapa fria resurser och utbildningsmaterial. De tillhandahåller inspelningar, noter och läroböcker gratis till allmänheten, utan restriktioner eller upphovsrätt.